# آرثر جي. جيمس
آرثر جي. جيمس (بالإنجليزية: Arthur G. James)‏ هو جراح أمريكي، ولد عام 1912، وتوفي في 2001.